# Kopytnik Hartwega
Kopytnik Hartwega (Asarum hartwegii S.Watson) – gatunek rośliny z rodziny kokornakowatych (Aristolochiaceae Juss.). Występuje naturalnie w zachodniej części Stanów Zjednoczonych – w Kalifornii oraz Oregonie. 

## Morfologia
PokrójByliny tworząca kłącza.
LiścieZebrane w pary, mają kształt od sercowatego do nerkowato sercowatego. Mierzą 5,5–10 cm długości oraz 7–14 cm szerokości. Są owłosione. Blaszka liściowa jest o zaokrąglonym wierzchołku. Ogonek liściowy jest mniej lub bardziej owłosiony i dorasta do 9–21 cm długości.
KwiatySą promieniste, obupłciowe, pojedyncze, wyprostowane. Okwiat ma cylindryczny kształt i czerwonawą barwę, jest owłosiony, dorasta do 2–3 cm długości oraz 0,6–1 cm szerokości. Listki okwiatu są o spiczastym wierzchołku.

## Biologia i ekologia
Rośnie w lasach iglastych oraz lasach liściastych zrzucających liście na zimę. Występuje na wysokości od 150 do 2200 m n.p.m. Preferuje suche i kamieniste podłoże. Kwitnie od kwietnia do lipca.